# Biểu tượng đại chúng
Biểu tượng đại chúng hay biểu tượng quần chúng (tiếng Anh: pop icon), đôi khi còn chỉ đến ngôi sao nhạc pop (tiếng Anh: pop star), có thể là một người nổi tiếng, một nhân vật hay một vật thể lộ diện trong nền văn hóa đại chúng vốn được coi là thiết lập nên đặc tính nhất định của một xã hội hay thời đại cụ thể. Việc sử dụng thuật ngữ này đa phần là chủ quan, bởi không hề có một tiêu chuẩn khách quan rạch ròi nào cả. Việc phân loại thường liên quan đến các yếu tố như tuổi thọ, sự hiện diện rộng khắp và nét đặc thù (hay ưu tú, xuất chúng). Hơn nữa, tư cách "biểu tượng đại chúng" có thể phân biệt được với các hình thức nổi danh khác bên ngoài văn hóa đại chúng, ví dụ như các nhân vật lịch sử. 

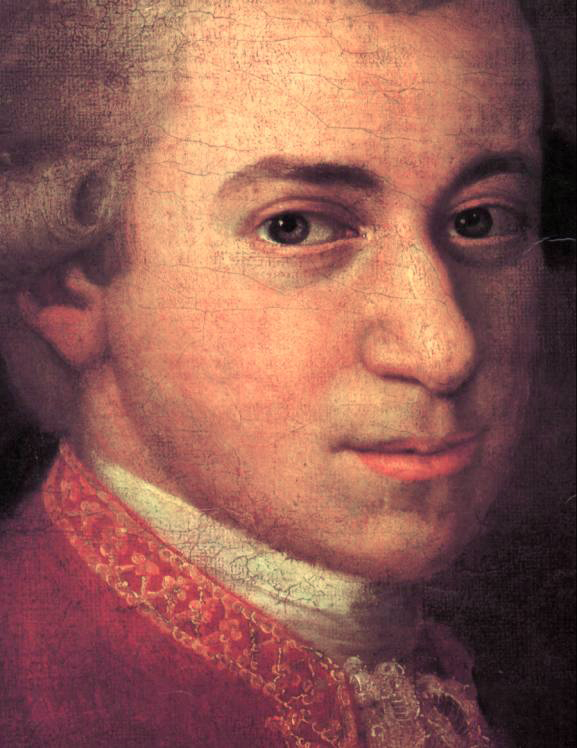
Wolfgang Amadeus Mozart
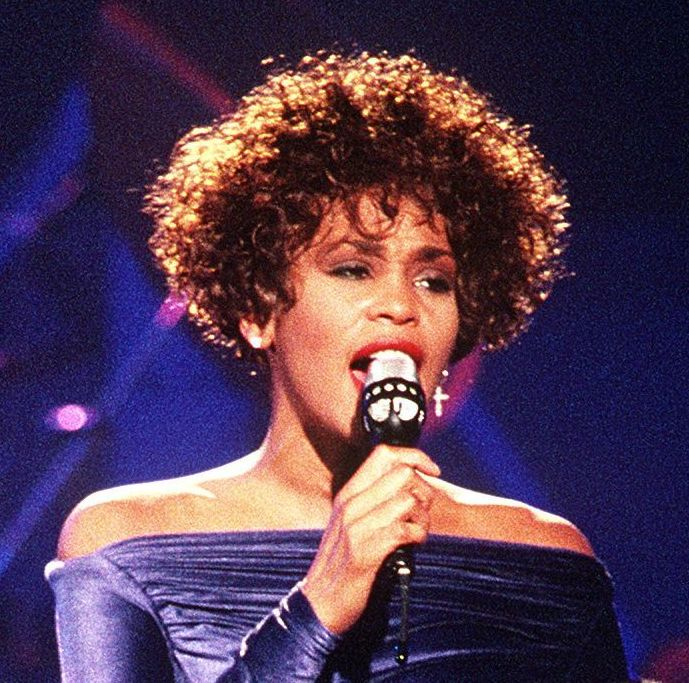
Whitney Houston
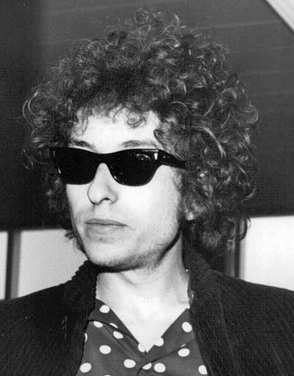
Bob Dylan
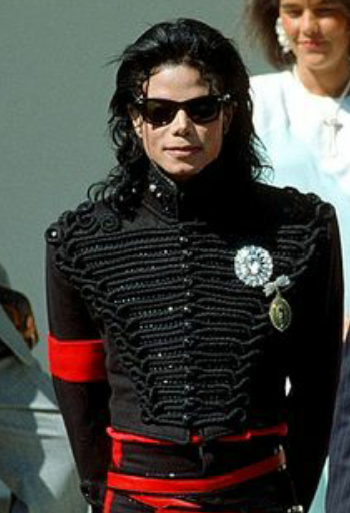
Michael Jackson
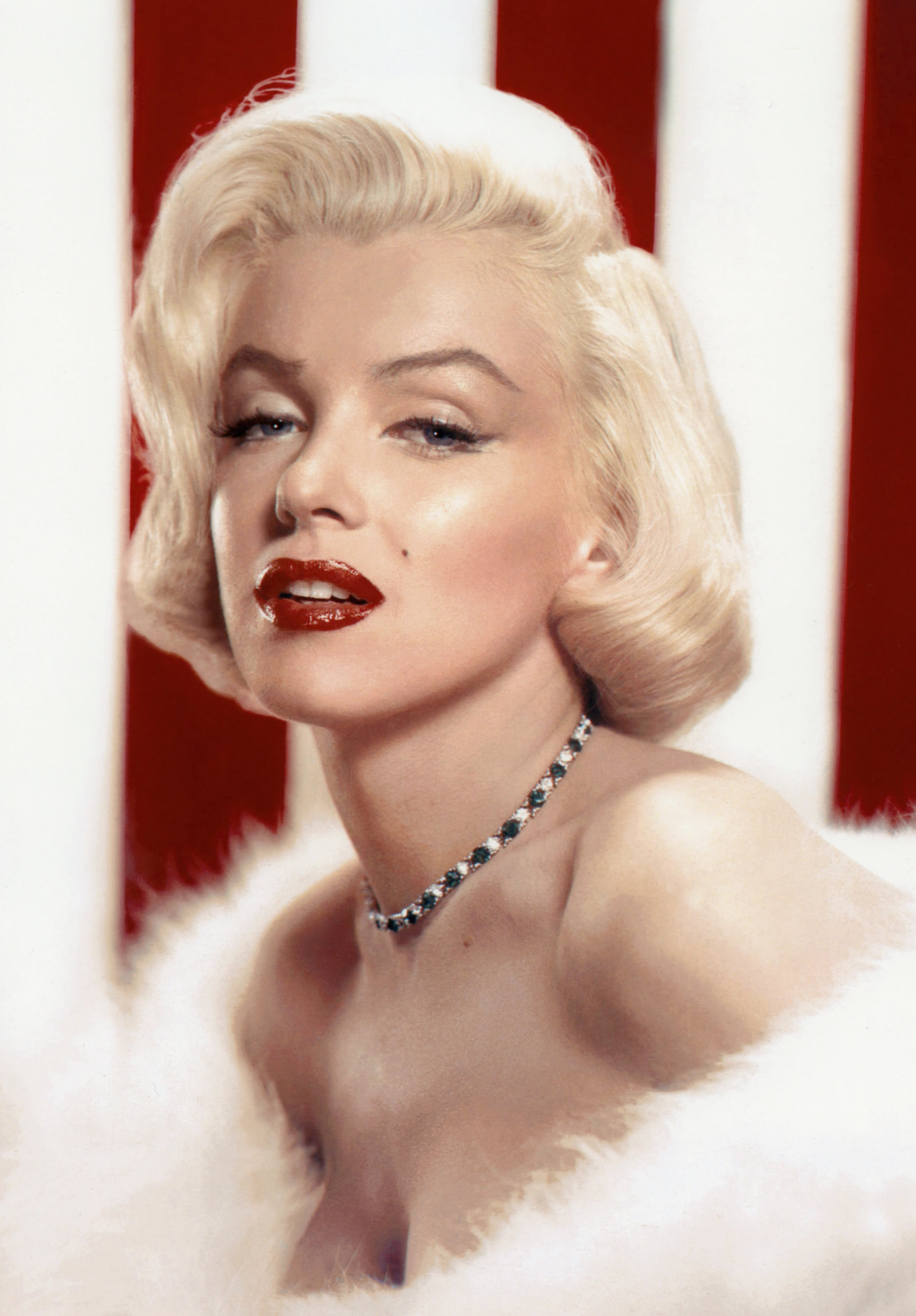
Marilyn Monroe

Một số nhân vật lịch sử cũng được công nhận là đã chạm tới địa vị của "biểu tượng đại chúng" ở thời đại của họ, và thân phận ấy còn có thể tiếp tục duy trì cho đến ngày hôm nay. Các biểu tượng đại chúng của những thời kỳ trước có thể kể đến Benjamin Franklin và Mozart.